# N-acetillaktozamin sintaza
N-acetillaktozamin sintaza (EC 2.4.1.90, UDP-galaktoza N-acetilglukozamin beta-D-galaktoziltransferaza, uridin difosfogalaktoza-acetilglukozamin galaktoziltransferaza, beta-1,4-galaktoziltransferaza, acetillaktozamin sintetaza, laktozamin sintaza, laktozamin sintetaza, laktoza sintetaza A protein, N-acetillaktozamin sintetaza, UDP-galaktoza N-acetilglukozamin beta-4-galaktoziltransferaza, UDP-galaktoza-acetilglukozamin galaktoziltransferaza, UDP-galaktoza-N-acetilglukozamin beta-1,4-galaktoziltransferaza, UDP-galaktoza-N-acetilglukozamin galaktoziltransferaza, beta1-4-galaktoziltransferaza, UDP-Gal:N-acetilglukozamin beta1-4-galaktoziltransferaza, beta1-4GalT, NAL sintetaza, UDP-beta-1,4-galaktoziltransferaza, Gal-T, UDP-galaktoza:N-acetilglukozaminide beta1-4-galaktoziltransferaza, UDPgalaktoza:N-acetilglukozaminil(beta1-4)galaktoziltransferaza, beta-N-acetilglukozaminide beta1-4-galaktoziltransferaza, UDP-galaktoza:N-acetil-D-glukozamin 4-beta-D-galaktoziltransferaza) je galaktozil-transferazni enzim sa sistematskim imenom UDP-alfa-D-galaktoza:N-acetil-D-glukozamin 4-beta-D-galaktoziltransferaza. On je komponenta laktozne sintaze. Ovaj enzim katalizuje sledeću hemijsku reakciju
UDP-alfa--galaktoza + N-acetil--glukozamin {\displaystyle \rightleftharpoons } UDP + N-acetillaktozamin
Ovu reakciju katalizuje komponenta enzima EC 2.4.1.22 (laktozna sintaze), koja je identična sa EC 2.4.1.38 (beta-N-acetilglukozaminil-glikopeptid beta-1,4-galaktoziltransferazom), i enzim iz Goldžijevog aparata životinjskih tkiva.

## Literatura
- Nicholas C. Price; Lewis Stevens (1999). Fundamentals of Enzymology: The Cell and Molecular Biology of Catalytic Proteins (Third изд.). USA: Oxford University Press. ISBN 019850229X.
- Eric J. Toone (2006). Advances in Enzymology and Related Areas of Molecular Biology, Protein Evolution (Volume 75 изд.). Wiley-Interscience. ISBN 0471205036.
- Branden C; Tooze J. Introduction to Protein Structure. New York, NY: Garland Publishing. ISBN 0-8153-2305-0.
- Irwin H. Segel. Enzyme Kinetics: Behavior and Analysis of Rapid Equilibrium and Steady-State Enzyme Systems (Book 44 изд.). Wiley Classics Library. ISBN 0471303097.
- William P. Jencks (1987). Catalysis in Chemistry and Enzymology. Dover Publications. ISBN 0486654605.

- Webb, Edwin C. (1992). Enzyme nomenclature 1992: recommendations of the Nomenclature Committee of the International Union of Biochemistry and Molecular Biology on the nomenclature and classification of enzymes. San Diego: Published for the International Union of Biochemistry and Molecular Biology by Academic Press.  0-12-227164-5.

## Spoljašnje veze
- N-acetyllactosamine+synthase на 